# Флорънс Хършман
Флорънс Хършман (на английски: Florence Hershman) е американска писателка на бестселъри в жанра исторически любовен роман и романтичен трилър. Пише под псевдонима Даяна Хевиланд (на английски: Diana Haviland) и Даяна Браунинг (на английски: Diana Browning).

## Биография и творчество
Флорънс Върбел Хършман е родена на 22 юли 1928 г. в САЩ.
Флорънс Върбел се омъжва на 6 септември 1969 г. за Морис Хършман, писател. Живеят в Ню Йорк. По-късно се развеждат. Тя има дъщеря от предишен брак.
Първият ѝ любовен роман „Страстните измамници“ е публикуван през 1977 г. под псевдонима Даяна Хевиланд. Той става бестселър и печели наградата на Западния бряг за най-продавана книга.
През 2006 г. излиза романтичния ѝ трилър „Death On the Ladies Mile“.
Произведенията на писателката са преведени на много езици и са издадени в над 5 милиона екземпляра по света.
Била е член на борда на Нюйоркската организация на писателите на романси на Америка.
Флорънс Хършаман умира на 4 юли 2008 г. във Форест Хилс, Ню Йорк.

## Произведения

### Като Даяна Хевиланд

#### Самостоятелни романи
- Страстните измамници, The Passionate Pretenders (1977)
- The Moreland Legacy (1977)
- Love's Promised Land (1978)
- Defy the Storm (1980)
- Fortunes Daughter (1984)
- Embrace the Flame (1991)
- Pirate's Kiss (1992)
- Stolen Splendor (1994)
- A Love Beyond Forever (1999)
- Death On the Ladies Mile: A Gaslight and Shadows Mystery (2006)

#### Серия „Рафърти“ (Rafferty Saga)
1. Proud Surrender (1983)
2. My Dearest Love (1996)

### Като Даяна Браунинг

#### Самостоятелни романи
- All the Golden Promises (1987)

### Като Флорънс Хършман

#### Документалистика
- Witchcraft U.S.A. (1998)